# メタクリリルCoA
メタクリリルCoA（Methacrylyl-CoA）は、バリンの代謝中間体の一つ。アシルCoAデヒドロゲナーゼ（EC 1.3.99.3）によってイソブチリルCoAから変換され、エノイルCoAヒドラターゼ（EC 4.2.1.17）によって3-ヒドロキシイソブチリルCoAに変換される。